# Лелашвілі Михайло Михайлович
Михайло Михайлович Лелашвілі (1910, місто Тифліс, тепер Тбілісі, Грузія — ?) — грузинський радянський державний діяч, секретар ЦК КП(б) Грузії, 1-й секретар Тбіліського обкому КП(б) Грузії. Член ЦК КП Грузії. Депутат Верховної ради Грузинської РСР. Депутат Верховної ради СРСР 3-го, 5—6-го скликань.

## Життєпис
Народився в родині робітника. Батько брав активну участь у соціал-демократичному русі.
З 1928 по 1931 рік працював чорноробом, електромонтером, токарем, електромеханіком на Закавказькій залізниці.
У 1929 році закінчив технікум та вступив до комсомолу.
З 1931 року — начальник Тифліської залізничної телефонної станції.
У 1936 році закінчив Тифліський інститут електрозв'язку, здобув спеціальність інженера-електрика.
У 1936—1946 роках — старший інженер, начальник відділу зв'язку, начальник Тбіліської дистанції зв'язку, начальник будівництва, заступник начальника служби зв'язку Закавказької залізниці.
Член ВКП(б) з 1939 року.
У 1946—1947 роках — заступник начальника Закавказької залізниці із кадрів.
У 1947—1948 роках — 1-й секретар Ленінського районного комітету КП(б) Грузії міста Тбілісі.
17 квітня — 24 листопада 1948 року — секретар ЦК КП(б) Грузії із кадрів. 24 листопада 1948 — 25 січня 1949 року — секретар ЦК КП(б) Грузії.
15 січня 1949 — 16 листопада 1951 року — голова виконавчого комітету Тбіліської міської ради депутатів трудящих.
Одночасно 18 квітня 1951 — 6 квітня 1952 року — голова Верховної ради Грузинської РСР.
У листопаді 1951 — 26 квітня 1952 року — 1-й секретар Тбіліського обласного комітету КП(б) Грузії.
З квітня 1952 року — уповноважений Міністерства зв'язку СРСР по Грузинській РСР.
До квітня 1954 року — в.о. голови Грузинської республіканської ради профспілок.
У квітні 1954 — 8 жовтня 1963 року — голова Грузинської республіканської ради профспілок.
25 грудня 1963 — квітень 1976 року — заступник голови Президії Верховної ради Грузинської РСР.
З квітня 1976 року — персональний пенсіонер.

## Звання
- Державний директор зв'язку ІІІ-го рангу (1952)

## Нагороди
- орден Леніна (1957)
- два ордени Трудового Червоного Прапора (2.04.1966, 9.09.1971)
- орден «Знак Пошани» (1976)
- медаль «За оборону Кавказу»
- медаль «За доблесну працю у Великій Вітчизняній війні 1941—1945 рр.»
- медалі
- Заслужений інженер Грузинської РСР